# Castell d'Esch-sur-Sûre
El Castell d'Esch-sur-Sûre (en francès: Château d'Esch-sur-Sûre) ara en ruïnes, està situat en un esperó a la petita ciutat d'Esch-sur-Sûre al nord-oest de Luxemburg. Està protegit de manera natural per un fort meandre del riu Sauer, que envolta la ciutat i el castell per tres costats.

## Història
L'any 927, un cert Meginaud o Maingaud i la seva esposa Hiletrude van adquirir el lloc d'Esch-sur-Sûre on van construir una torre romànica de vuit metres quadrats, així com edificis de granja. El castell va ser ampliat considerablement en arquitectura gòtica pels dos últims comtes d'Esch durant el segle xiii.

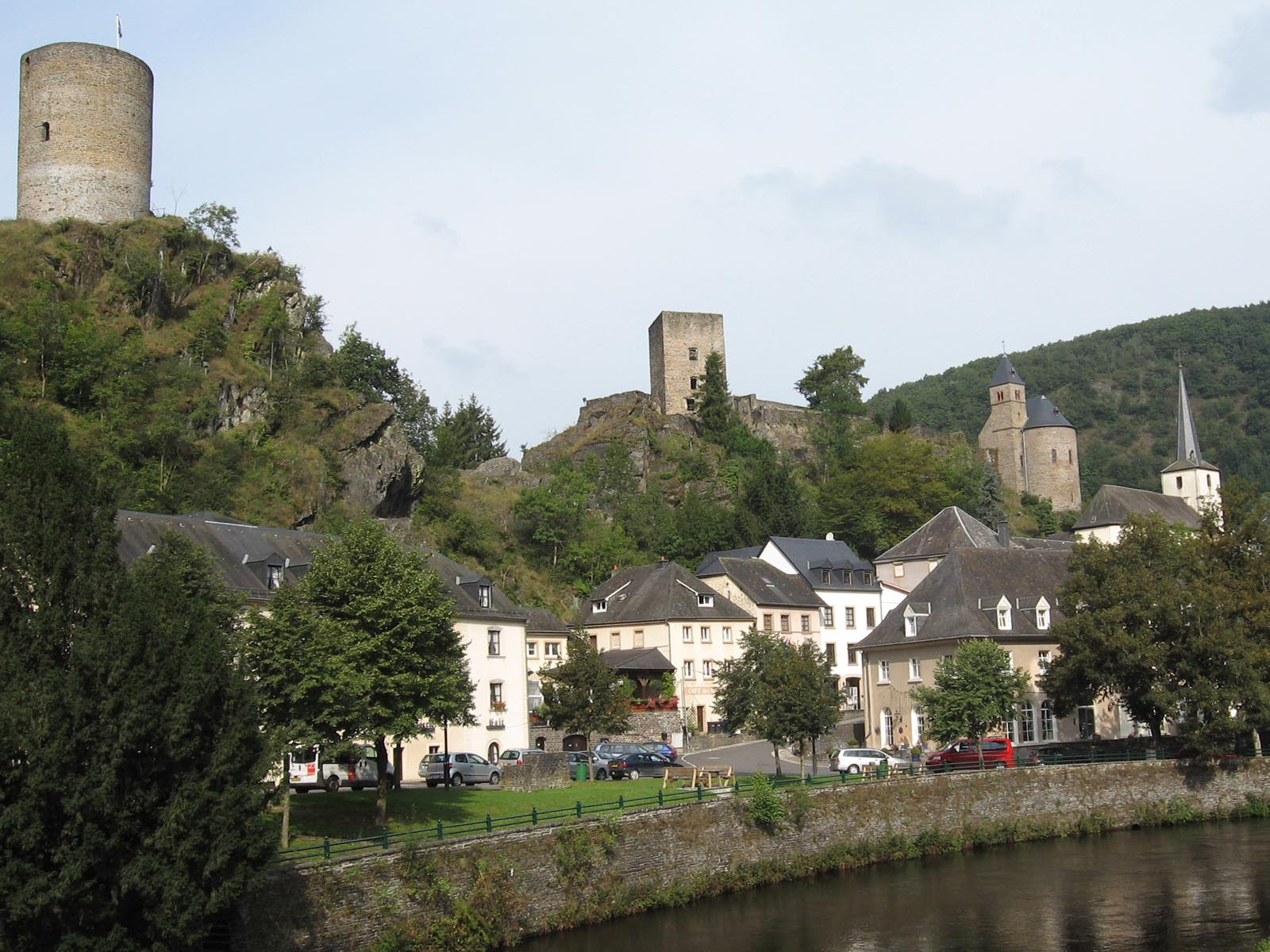
El castell damunt la ciutat

Amb la introducció de la pólvora al segle xv, es va requerir defenses addicionals. El poble sencer es va veure reforçat amb una sòlida muralla que s'estén 450 metres prop del llogaret complet amb dues torres de defensa. La talaia rodona davant de la torre de l'homenatge també va ser construït en el segle xv com la porta d'entrada i les cavallerisses del castell. L'edifici va començar a deteriorar-se a mitjan segle xvi i va ser desmantellat el 1685 per les tropes de Lluís XIV de França. Tanmateix, el mur exterior va quedar intacte com moltes de les cases que van ser adossades a la muralla per les seves parets posteriors. El castell va caure en mans dels plebeus. Quan Victor Hugo va visitar el llogaret el 1871, diverses famílies continuaven vivint allà. El 1902, l'egipci Martin Riano d'Hutzt va comprar les ruïnes a l'Estat per 1.000 francs. Va encarregar a l'arquitecte Charles Arendt els treballs de restauració i la capella el 1906, però després els fons econòmics semblen que es van exhaurir.
Avui solament només romanen ruïnes del castell encara que l'Estat va adquirir l'indret el 2005 i va començar els treballs de restauració l'any següent. El lloc està obert al públic i s'il·lumina per les nits.